# جورجي بيريف
جورجي ميخائيلوفيتش بيريف (بالروسية: Бериев, Георгий Михайлович)‏ (13 فبراير 1903 - 12 يوليو 1979)، أسس مكتب التصميم بيريف في عام 1934، في تاغانروك في الاتحاد السوفيتي .